# Marc William Buie
Marc William Buie (1958) é um astrônomo estadunidense.